# Robert Nichols
Robert Malise Bowyer Nichols (6 de septiembre de 1893 - 17 de diciembre de 1944) fue un escritor inglés, conocido como poeta de guerra de la Primera Guerra Mundial y dramaturgo.

## Vida y carrera
Hijo del poeta John Bowyer Buchanan Nichols, Robert Nichols estudió en el Winchester College y en el Trinity College de Oxford. Comisionado en la Real Artillería de Campaña en 1914, Nichols sirvió en el Frente Occidental, incluyendo la Batalla de Loos y la Batalla del Somme, hasta que fue inválido en agosto de 1916 por neurosis de guerra.
En 1917 comenzó a dar recitales de poesía. En 1918 formó parte de una misión oficial de propaganda británica en Estados Unidos, donde también dio lecturas.Uno de sus poemas más conocidos del conflicto es The Asault, que "evoca los estragos destructivos y la turbulencia emocional de un ataque en versos de inusual libertad y energía".
Tras la guerra se movió en los círculos sociales de Londres. Fue protegido de Edith Sitwell, Aldous Huxley se convirtió en su amigo y corresponsal durante mucho tiempo, y Nichols cortejó a Nancy Cunard con sonetos, pero se casó con Norah Denny en 1922 en St Martin-in-the-Fields.Fue profesor de literatura inglesa en la Universidad de Tokio de 1921 a 1924, y más tarde trabajó en el teatro y el cine. La obra Wings over Europe (1928), con Maurice Browne, fue un éxito en Broadway. Nichols escribió varias obras de ficción en prosa, entre ellas La sonrisa de la esfinge, una fantasía ambientada en Oriente Próximo, y Gólgota y compañía, una fantasía satírica protagonizada por el Judío Errante, el regreso de Cristo y una guerra futura.Estas ficciones se recogieron en el libro de Nichols, Fantastica.
Vivió en Alemania y Austria entre 1933 y 1934. Después se instaló en el sur de Francia, de donde partió en junio de 1940. Murió a la edad de 51 años, y está enterrado en la iglesia de Santa María, Lawford, Essex, junto a la casa familiar, Lawford Hall.
El 11 de noviembre de 1985, Nichols fue uno de los 16 poetas de la Gran Guerra conmemorados en una lápida de pizarra descubierta en el Poets' Corner de la Abadía de Westminster.La inscripción de la lápida fue escrita por otro poeta de la Gran Guerra, Wilfred Owen. Dice así: "Mi tema es la guerra, y la lástima de la guerra. La poesía está en la lástima".

## Trabajos
- Invocation (1915)
- Ardours and Endurances (1917)
- A Faun's Holiday & Poems & Phantasies (1917)
- Sonnets to Aurelia (1920), poemas
- The Smile of the Sphinx (1920)
- Guilty Souls (1922), drama
- Fantastica : being the smile of the Sphinx and other tales of imagination (1923)
- Twenty Below (1926) with Jim Tully
- Under the Yew; or, The Gambler Transformed (1928) novela
- Wings Over Europe (1928), drama
- Fisbo, or the Looking Glass Loaned (1934) sátira en verso dirigida a Osbert Lancaster.
- A Spanish Triptych (1936) poemas
- Such was My Singing (1942) selección de versos (incluye fragmentos de la obra inacabada de Don Juan Tenorio the Great).

## Escenificaciones musicales de obras de teatro y poesía
En 1919, el compositor inglés Kaikhosru Shapurji Sorabji escribió Music to "The Rider by Night" ("El jinete de noche"; no existe íntegra).Peter Warlock (un amigo íntimo) compuso una composición coral de The Full Heart en 1916, y una canción de The Water Lily en 1922, junto con otras, ahora perdidas.The Naiads' Music y The Pigeon Song fueron compuestas por Arthur Bliss (también amigo suyo) en su Pastoral: (Lie Strewn White Flocks) de 1928, y Bliss también utilizó Dawn on the Somme en su sinfonía coral Morning Heroes de 1930. E. J. Moeran compuso Blue-eyed Spring para voz y piano en 1932.y utilizó poemas de la obra inacabada Don Juan Tenorio the Great para su Nocturno para barítono solista, coro y orquesta de 1935.Christian Darnton incluyó cinco poemas de Nichols en su obra de 1938 Swansong, para soprano y orquesta.